# Denkmalgeschützte Objekte im Bezirk Bruck-Mürzzuschlag
Im Bezirk Bruck-Mürzzuschlag bestehen 406 denkmalgeschützte Objekte. Die unten angeführte Liste führt zu den Gemeindelisten und gibt die Anzahl der Objekte an. 
| Gemeindeliste             | Objektanzahl |
| ------------------------- | ------------ |
| Aflenz                    | 21           |
| Breitenau am Hochlantsch  | 3            |
| Bruck an der Mur          | 64           |
| Kapfenberg                | 46           |
| Kindberg                  | 21           |
| Krieglach                 | 14           |
| Langenwang                | 6            |
| Mariazell                 | 75           |
| Mürzzuschlag              | 21           |
| Neuberg an der Mürz       | 22           |
| Pernegg an der Mur        | 14           |
| Sankt Barbara im Mürztal  | 19           |
| Sankt Lorenzen im Mürztal | 5            |
| Sankt Marein im Mürztal   | 7            |
| Spital am Semmering       | 17           |
| Stanz im Mürztal          | 8            |
| Thörl                     | 15           |
| Tragöß-Sankt Katharein    | 12           |
| Turnau                    | 16           |